# Танкибаев, Жанша Абилгалиевич
Жанша Абилгалиевич Танкибаев (15 марта 1925 — 31 августа 1998) — советский казахский государственный деятель.

## Биография
Родился 15 марта 1925 года в поселке Жарчик Жилокосинского района Гурьевской области Казахской ССР в семье служащего. Отец — Танкибаев Абилгали (1904—1938, арестован, приговорен к расстрелу с конфискацией личного имущества, реабилитирован), мать — Танкибаева Калжан (1904—1978).
С 1932 по 1940 год обучался в средней школе им. Л. Кагановича в городе Гурьев. В 1951—1952 годах заканчивал 9-й и 10-й классы в вечерней школе рабочей молодёжи (г. Кульсары).
Выпускник Московского ордена Трудового Красного Знамени института нефтехимической и газовой промышленности имени И. М. Губкина по специальности «Экономика и организация нефтяной и газовой промышленности» с квалификацией «Инженер-экономист».
В 1941—1946 гг. — лаборант химической лаборатории, старший статистик, инженер-экономист, начальник планового отдела нефтепромысла «Сагиз».
Участник ликвидации немецко-фашистских диверсантов-террористов, десантировавшихся в мае 1944 года в Жилокосинском районе Гурьевской области Казахской ССР.
В 1946—1949 гг. — начальник планового отдела нефтепромысла «Кульсары».
В 1949—1957 гг. — начальник планового отдела конторы глубокого разведочного бурения треста «Казнефтеразведка».
В 1957—1963 гг. — заместитель начальника, начальник планово-экономического отдела Гурьевского, Западно-Казахстанского совнархозов.
В 1963—1966 гг. — заместитель председателя Западно-Казахстанского совнархоза.
В 1966—1968 гг. — заместитель начальника Объединения предприятий нефтедобывающей промышленности Казахской ССР.
В 1968—1970 гг. — заместитель Председателя Совета Министров Казахской ССР.
В 1970—1978 гг. — Начальник Главного управления Совета Министров Казахской ССР по материально-техническому снабжению.
В 1978—1987 гг. — Председатель Государственного комитета Казахской ССР по материально-техническому снабжению.
В 1988—1998 гг. — генеральный директор Республиканского вычислительного центра, председатель наблюдательного совета АО «Казконтракт»,
Депутат VII—XI созывов Верховного Совета Казахской ССР. Делегат XXVII съезда КПСС.
Скончался 31 августа 1998 года, похоронен на Кенсайском кладбище.

## Награды и премии
- Заслуженный работник промышленности Казахской ССР (1975)
- Орден Трудового Красного Знамени (1971)
- Орден Дружбы народов (1980)
- Орден «Знак Почета» (1975)
- Орден «Знак Почета» (1966)

Медали
- «Отличник Нефтедобывающей промышленности СССР» (1967)
- «За доблестный труд. В ознаменование 100 — летия со дня рождения Владимира Ильича Ленина» (1970)
- «30 лет Победы в Великой Отечественной войне 1941—1945 гг.» (1975)
- «Отличник Госснаба СССР» (1977)
- «За достигнутые успехи в развитии народного хозяйства СССР», серебряная медаль (1977)
- «За достигнутые успехи в развитии народного хозяйства СССР», серебряная медаль (1980)
- «Отличник погранвойск II степени» (1981)
- «Ветеран труда» (1984)
- «40 лет Победы в Великой Отечественной войне 1941—1945 гг.» (1985)
- «Почетный транспортник» (1985)
- «За доблестный труд в Великой Отечественной войне» (1991)
- «50 лет Победы в Великой Отечественной войне 1941—1945 гг.» (1995)
- «Медаль Маршала Советского Союза Жукова Г. К.» (1996)

## Сочинения
- К вопросу организации производства и управления буровыми работами на п-ове Мангышлак // Организация и управление нефтедобывающей промышленности — № 9-10 — Москва — 1967.
- Об основных экономических вопросах развития нефтедобывающей промышленности Западного Казахстана и мерах по подготовке предприятий к переводу на новую систему планирования и экономического стимулирования // Пути развития нефтяной и газовой промышленности Западного Казахстана — ВНИИОЭНГ, Москва — 1967.
- Қазақстан мұнайшыларыңың бесжылдық жоспарлары // «Қазақ әдебиеті» — № 5 (1251) — 31 января 1975 г.
- Туысқан Республикалардың көмегімен // Журнал «Қазақстан коммунисі» — июль 1980 г.
- Байлыққа бастар жоқ // «Социалистік Қазақстан» — № 216 (18491) от 19 сентября 1986 г.

## Память
- Мемориальная доска на доме № 147 по ул. Тулебаева, г. Алматы, посвященная Танкибаеву Ж. А. (постановлением Акима г. Алматы В. Храпунова № 531 от 17 июня 1999 г.).
- Памятная доска Танкибаеву Ж.А. на здании дома № 15, проспекта Победы, г. Актобе. Постановление городской ономостической комиссии № 2 от 13 января 2004г.
- Улица Танкибаева в г. Кульсары Жылыойского района (решением Акимата г. Кульсары № 97 от 11 апреля 2008 г.)
- Улица Танкибаева в г. Атырау (решением Акима г. Атырау № 219 от 07 октября 2010 г.)
- Школа № 1 имени Танкибаева Ж. А. (село Косшагыл, Жылыойского района, Атырауской области)

## Семья
Супруга — Танкибаева Жамига Курмановна (1927-2012гг).
Сыновья: Абилгалиев Жангуат Абилгалиевич (1948-2023гг), Танкибаев Мурат Жаншаевич (1952 г.р.).
Внуки: Абилгалиев Аскар (1973 г.р.), Абилгалиев Амантай (1978 г.р.), Абилгалиев Нуртай (1983 г.р.), Жаншаев Ертай (1986 г.р.).
Правнуки: Абилгалиев Халел (1995 г.р.), Абилгалиев Жанат (2008 г.р.), Жаншаев Жандос (2010 г.р.), Абилгалиев Батыржан (2011 г.р.), Жаншаев Динмухаммед (2014 г.р.), Жаншаева Жамиля (2016 г.р.), Абилгалиев Мансур (2017 г.р.), Жаншаева Лейла (2020 г.р.), Абилгалиев Арсен (2022 г.р.).